# Réserves de biosphère en France

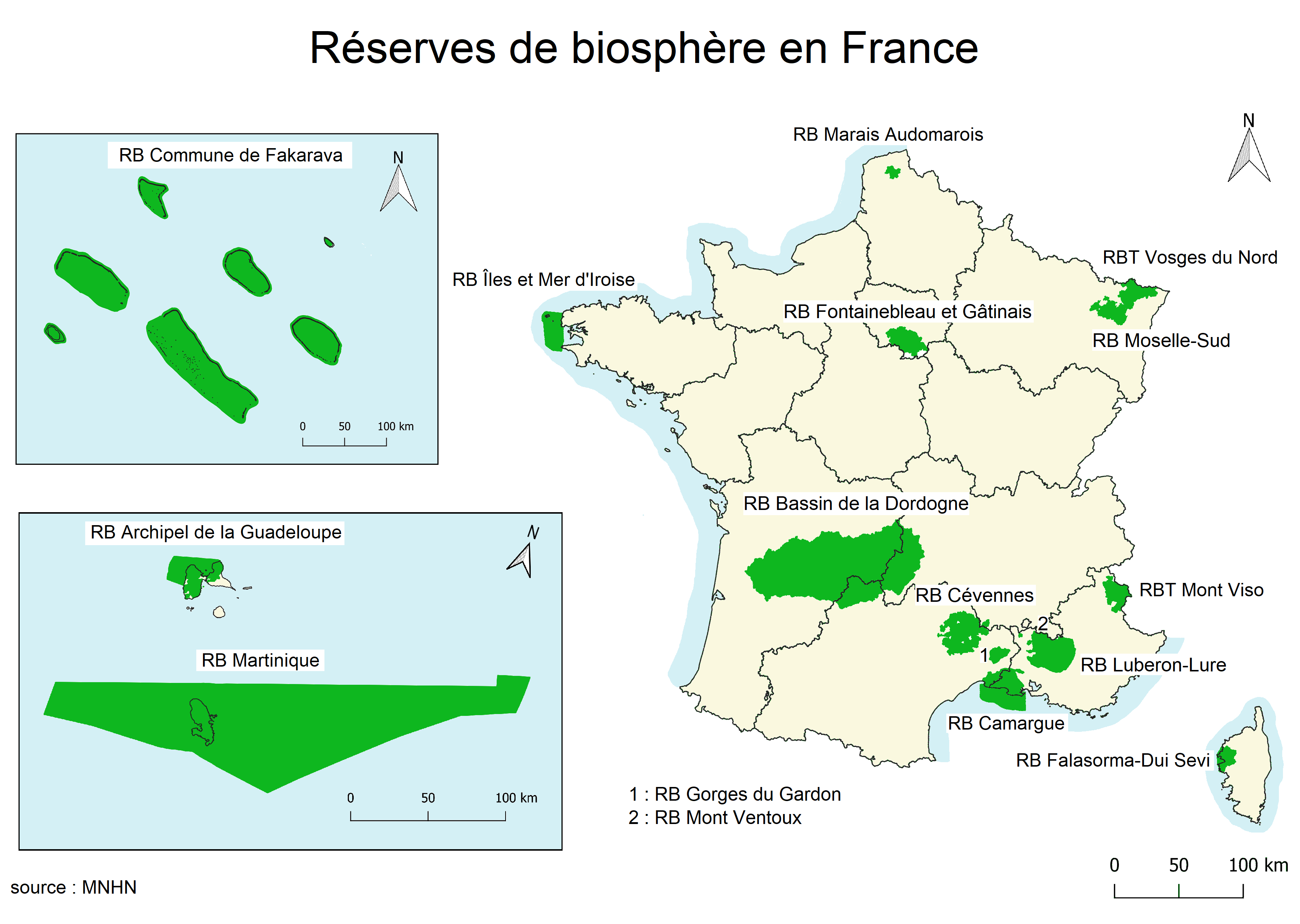
Carte des réserves de biosphère en France en 2021.

La France compte 16 réserves de biosphère (RB) reconnues par l'Unesco dans le cadre du programme sur l'homme et la biosphère,.
En 2018, les réserves de biosphère françaises couvrent une superficie cumulée de 60 413,9 km2 dont 21 343,82 km2 marins pour une population totale de 2 752 538 habitants.

## Historique
Les premières réserves de biosphère françaises ont été créées en 1977 dans le cadre du programme sur l'homme et la biosphère (MAB).

## Diversité de taille et de situation géographique
Avec une superficie marine et terrestre cumulée de 49 247,69 km2 (dont 47 340 km2 d'aire marine avec le parc naturel marin de Martinique), la  réserve de biosphère de Martinique est la réserve de biosphère la plus grande de France.
Avec une superficie d'environ 24 000 km2, la réserve de biosphère du bassin de la Dordogne est la plus grande réserve de biosphère terrestre de France et l'une des plus grandes d'Europe.
Deux réserves de biosphère sont transfrontières : la réserve de biosphère des Vosges du Nord avec l'Allemagne et la réserve de biosphère du Mont-Viso avec l'Italie.
Le département du Gard a la particularité d'accueillir trois réserves de biosphère sur son territoire : Gorges du Gardon, Cévennes et Camargue.

## Gestion et coordination nationale
Les RB françaises peuvent être coordonnées par diverses structures, telles qu'un parc national (Cévennes, Archipel de la Guadeloupe), un parc naturel régional (Camargue, Vosges du Nord, Mont-Viso, Marais audomarois, Iles et mer d'Iroise, Luberon-Lure, Falasorma-Dui Sevi), un syndicat mixte (Gorges du Gardon, Mont Ventoux, Camargue), une commune (Fakarava), une association (Fontainebleau et Gâtinais, Martinique), un EPTB (Bassin de la Dordogne) ou encore un PETR (Moselle Sud).
Les RB sont fédérées à l'échelle nationale par le MAB France, intermédiaire avec le réseau mondial des réserves de biosphère.

## Liste
La liste suivante recense les réserves de biosphère de France en 2023.
| Réserve de biosphère       | Région                                            | Création | Superficie (km²) | Superficie (km²) | Superficie (km²) | Superficie (km²) | Gestion / Notes | Illustration |
| Réserve de biosphère       | Région                                            | Création | Totale           | Centre           | Tampon           | Transition       | Gestion / Notes | Illustration |
| -------------------------- | ------------------------------------------------- | -------- | ---------------- | ---------------- | ---------------- | ---------------- | --- | ------------ |
| Archipel de la Guadeloupe  | Guadeloupe                                        | 1992     | 1 190            | 221              | 304              | 664              | Parc national de la Guadeloupe |              |
| Bassin de la Dordogne      | Auvergne-Rhône-Alpes Nouvelle-Aquitaine Occitanie | 2012     | 23 870           | 527              | 2 515            | 20 828           | Établissement public territorial de bassin EPIDOR |              |
| Camargue/Delta du Rhône    | Occitanie Provence-Alpes-Côte d'Azur              | 1977     | 1 930            | 250              | 1 060            | 620              | Parc naturel régional de Camargue ; Syndicat mixte pour la protection et la gestion de la Camargue gardoise Initialement nommée simplement « Camargue », la réserve est étendue et renommée en 2006. |              |
| Cévennes                   | Auvergne-Rhône-Alpes Occitanie                    | 1984     | 3 050            | 150              | 900              | 2 000            | Parc national des Cévennes |              |
| Commune de Fakarava        | Polynésie française                               | 1977     | 2 669            | 530              | 938              | 1 201            | Fakarava Initialement nommée « Atoll de Taiaro », étendue et renommée en 2006 |              |
| Falasorma-Dui Sevi         | Corse                                             | 1977     | 865              | 62               | 545              | 258              | Parc naturel régional de Corse Anciennement nommée « Vallée du Fango », étendue et renommée en 2020                                                                                                  |              |
| Fontainebleau et Gâtinais  | Île-de-France                                     | 1998     | 1 505            | 342              | 231              | 932              | Association de la biosphère de Fontainebleau et du Gâtinais Ancienne nommée « Pays de Fontainebleau », étendue et renommée en 2010                                                                   |              |
| Gorges du Gardon           | Occitanie                                         | 2015     | 455              | 78               | 139              | 238              | Syndicat mixte des gorges du Gardon |              |
| Îles et mer d'Iroise       | Bretagne                                          | 1988     | 991              | 450              | 541              |                  | Parc naturel marin d'Iroise Anciennement nommée « Iroise », la réserve est étendue et renommée en 2012                                                                                               |              |
| Luberon-Lure               | Provence-Alpes-Côte d'Azur                        | 1997     | 2 408            | 262              | 813              | 133              | Parc naturel régional du Luberon |              |
| Marais audomarois          | Hauts-de-France                                   | 2013     | 225              | 12               | 31               | 183              | Parc naturel régional des Caps et Marais d'Opale |              |
| Martinique                 | Martinique                                        | 2021     | 49 248           | 83               | 2 835            | 46 330           | Association Martinique Biosphère |              |
| Mont Ventoux               | Provence-Alpes-Côte d'Azur                        | 1990     | 956              | 50               | 266              | 639              | Syndicat mixte d'aménagement et d'équipement du Mont-Ventoux |              |
| Mont Viso                  | Piémont Provence-Alpes-Côte d'Azur                | 2013     | 4 271            | 179              | 1 354            | 2 738            | Parc naturel régional du Queyras Ente di Gestione delle Aree Protette del Monviso Transfrontière : France / Italie ; la réserve s'étend au tiers en France et aux deux-tiers en Italie               |              |
| Moselle-Sud                | Grand Est                                         | 2021     | 1 392            | 416              | 940              | 36               | Pôle d'équilibre territorial et rural Pays de Sarrebourg |              |
| Vosges du Nord/Pfälzerwald | Grand Est Rhénanie-Palatinat                      | 1988     | 3 108            | 19               | 700              | 2 999            | Parc naturel régional des Vosges du Nord Transfrontière : Allemagne / France La partie française est créée en 1988, la partie allemande en 1992, l'ensemble transfrontière est créé en 1998          |              |

## En projet
Le parc naturel régional de Brière dépose un dossier de candidature pour la création d'une réserve de biosphère qui s'étendrait de « l’estuaire de la Loire à celui de la Vilaine » en mars 2024 auprès du MAB France.